# Cheimerius
Genre
Cheimerius est un genre de poissons marins de la famille des Sparidae.

## Liste d'espèces
Selon FishBase (29 janv. 2016), World Register of Marine Species (29 janv. 2016), ITIS (29 janv. 2016), NCBI (29 janv. 2016), 
- Cheimerius matsubarai (Akazaki, 1962)
- Cheimerius nufar (Valenciennes, 1830) - Denté nufar